# أودينسثون
أودينسثون (بالفرنسية: Audincthun)‏ هي بلدية تقع في إقليم باد كاليه من منطقة نور با دو كاليه في شمال فرنسا. تبلغ مساحة هذه المدينة 15.26 (كم²)، وترتفع عن سطح البحر 64 م، يبلغ عدد سكانها 666 نسمة حسب إحصاء المعهد الوطني للإحصاء والدراسات الاقتصادية سنة 2009 م. وترأس Casimir Hochart البلدية خلال فترة (2008-2014).